# Îles Moucha
Îles Moucha är öar i Djibouti.   De ligger i regionen Djiboutiregionen, i den östra delen av landet, 16 km norr om huvudstaden Djibouti.